# آدام زرلیاک
آدام زرلیاک (انگلیسی: Adam Zreľák؛ زادهٔ ۵ مهٔ ۱۹۹۴) بازیکن فوتبال اهل اسلواکی است.
از باشگاه‌هایی که در آن بازی کرده‌است می‌توان به باشگاه فوتبال اسلوان براتیسلاوا، باشگاه فوتبال باومیت یابلونتس، باشگاه فوتبال نورنبرگ و باشگاه فوتبال روژمبرک اشاره کرد.
وی همچنین در تیم‌های ملی فوتبال زیر ۲۱ سال اسلواکی و اسلواکی بازی کرده‌است.